# Parasphena nairobiensis
Parasphena nairobiensis is een rechtvleugelig insect uit de familie Pyrgomorphidae. De wetenschappelijke naam van deze soort is voor het eerst geldig gepubliceerd in 1933 door Sjöstedt.